# Поема Пентаура
«Поема Пентаура» (також «Епос Пентаура», «Поема о Кадеській битві») — давньоєгипетська поема, що описує Кадеську битву на початку ХІІІ сторіччя до н.е. Не дивлячись на  неоднозначність кінця битви, поема уславлює перемогу Рамсеса ІІ. 

## Історія
Найкраще текст зберігся на папірусі Raifet-Sallier, скопійованим з оригіналу  написаним придворним писарем на ім'я Пентаур. Ієратичний текст зберігся на двох папірусі з одного сувою (перша сторінка втрачена) :
- папірус Raifet (друга сторінка) складається з одного аркуша з десятьма рядками, зберігається в Луврі;
- папірус Sallier III зберігається в Британському музеї.

Поема зустрічається на стінах храмів Луксору (північний пілон), Карнака (зовнішня сторона південної стіни Гіпостильної зали), Рамесеуму,  Абу-Симбелу й ін. з метою пропаганди серед народу. В Абідосі значна частина поеми ушкоджена.
Згідно знайденої в Хатуссі клинописної таблички-письма від Рамсеса, Хатусилі III з глумом згадував переможні зображення фараона. Після свого відступу Рамсес заявив про власну перемогу, хоча насправді зміг лише врятувати своє військо, а стратегічну перемогу здобув Муваталі II.
Сучасні вчені вважають, що битва скінчилася нічиєю з моральною перемогою єгиптян, що  розвинули нові технології й здійснили переозброєння. Після битви між сторонами був підписаний мирний договір, що є першим відомим подібним документом світової історії.